# كينجو كورا
كينجو كورا (باليابانية: 高良健吾) هو ممثل ياباني، ولد في 12 نوفمبر 1987 في اليابان.

## أعمال

### أفلام
- (2010) بانديج
- (2013) حكاية الأميرة كاغويا[5]
- (2018) مسألة عائلية[6]

## وصلات خارجية
- كينجو كورا على موقع IMDb (الإنجليزية)
- كينجو كورا على موقع ألو سيني (الفرنسية)
- كينجو كورا على موقع أول موفي (الإنجليزية)
- كينجو كورا على موقع قاعدة بيانات الفيلم (الإنجليزية)
- كينجو كورا على موقع كينوبويسك (الروسية)